# Billy Barty

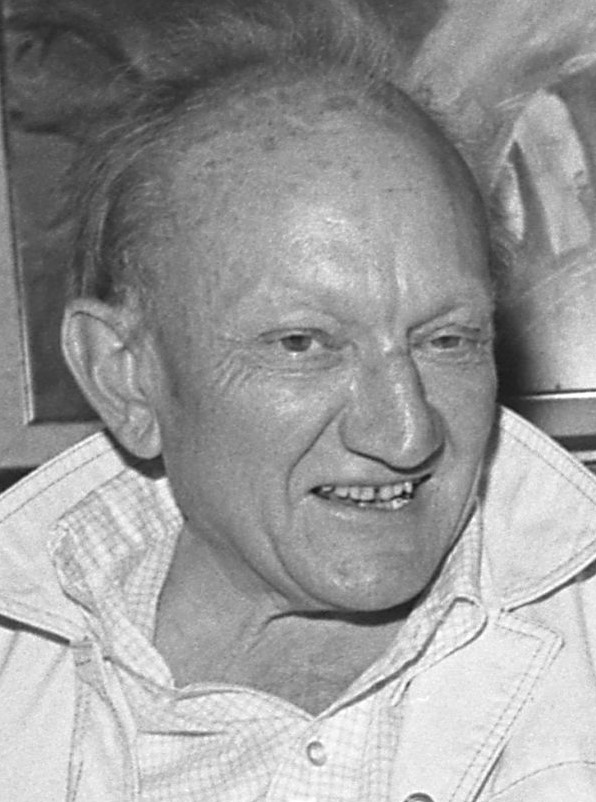
Billy Barty (1976)

Billy Barty (geboren als William John Bertanzetti, (25 oktober 1924 – 23 december 2000) was een Amerikaanse acteur en activist. Met een lengte van 1,14 meter, als gevolg van dwerggroei door cartilage-hair hypoplasia, werd hij vaak gecast tegenover langere acteurs voor komisch effect. Hij specialiseerde zich in uitgesproken of gevatte personages en was actief in films en televisie. In de jaren 50 werd hij een tv-acteur en in de vroege jaren 70 was hij te zien in kinderprogramma's van Sid en Marty Krofft. Als activist voor mensen met dwerggroei richtte hij in 1957 de organisatie Little People of America op.

## Vroege leven
Geboren op 25 oktober 1924 in Millsboro, Pennsylvania, verhuisde Barty met zijn familie naar Californië in 1927. Hij had twee zussen, Delores en Evelyn.

## Carrière
Barty begon zijn carrière in de jaren 20 en 30 met optredens in de Mickey McGuire-kortfilms. Hij had kleine rollen in verschillende films en speelde in tv-series, waaronder The Dennis Day Show en The Red Skelton Hour. In de jaren 70 verscheen hij in kindershows van Sid en Marty Krofft, zoals The Bugaloos en Sigmund and the Sea Monsters.

## Activisme
Barty was een bekende activist voor de bevordering van rechten voor mensen met dwerggroei. Hij was teleurgesteld in het hedendaagse standpunt van Hervé Villechaize, die erop stond dat ze "dwergen" waren in plaats van acteurs met dwerggroei. Barty richtte in 1957 de organisatie Little People of America op om mensen met dwerggroei te helpen. Hij riep mensen van kleine gestalte op om samen te komen in Reno, Nevada. Deze oorspronkelijke bijeenkomst van 21 mensen groeide uit tot Little People of America, een groep die in 2023 meer dan 7.500 leden heeft. Het was de eerste Noord-Amerikaanse organisatie voor mensen met dwerggroei.

### Dwarfism Awareness Day
Individuen met dwerggroei en wereldwijde organisaties die Little People en hun families ondersteunen, erkennen 25 oktober (de verjaardag van Billy Barty) als Internationale Dag van Bewustwording van Dwerggroei.
In verschillende landen ervaren mensen met dwerggroei nog steeds sociale en fysieke barrières die van invloed zijn op hun keuzes en kansen. Op deze dag bundelen Little People hun krachten om bewustwording van dwerggroei te bevorderen en trots uit te drukken, met als doel deze barrières aan te pakken en het recht op zelfbeschikking en onafhankelijkheid te benadrukken.

## Privéleven
In 1962 trouwde hij met Shirley Bolingbroke uit Malad City, Idaho. Ze kregen twee kinderen, Lori Neilson en de tv-/filmproducent en regisseur Braden Barty. Barty en zijn gezin waren lid van de Kerk van Jezus Christus van de Heiligen der Laatste Dagen (ook wel bekend als de Mormoonse kerk).

## Filmografie
- Soup to Nuts (1930) as Junior (uncredited)
- Daddy Long Legs (1931) as Billy – Orphan (uncredited)
- Monkey Business (1931) (uncredited)
- Over the Hill (1931) as Shelby Boy (uncredited)
- Out All Night (1933) as Child
- Gold Diggers of 1933 (1933) as Baby in "Pettin' in the Park" Number (uncredited)
- Footlight Parade (1933) as Mouse / Little Boy (uncredited)
- Roman Scandals (1933) as Little Eddie (uncredited)
- Alice in Wonderland (1933) as White Pawn / The Baby (uncredited)
- Bride of Frankenstein (1935) as Baby (uncredited)
- A Midsummer Night's Dream (1935) as Mustard-Seed
- Nothing Sacred (1937) as Boy Biting Wally's Ankle (uncredited)
- Three Wise Fools (1946) as Bit (uncredited)
- Pygmy Island (1950) as Kimba (uncredited)
- The Clown (1953) as Billy – Coney Island Midget (uncredited)
- Fireman Save My Child (1954) as Clarinetist inside tuba (uncredited)
- Alfred Hitchcock Presents (1957) (Season 3 Episode 1: "The Glass Eye") as George
- The Undead (1957) as The Imp
- The Wonderful World of the Brothers Grimm (1962) as The Court Jester (uncredited)
- The Alfred Hitchcock Hour (1964) (Season 2 Episode 17: "The Jar") as The Barker
- Roustabout (1964) als Billy
- Harum Scarum (1965) as Baba
- The Perils of Pauline (1967) as Pygmy Leader (uncredited)
- Pufnstuf (1970) as Googy Gopher / Orville Pelican
- The Day of the Locust (1975) als Abe Kusich
- The Godmothers (1975) als The Hawk
- Sixpack Annie (1975) als Pie Vendor
- W.C. Fields and Me (1976) als Ludwig
- Won Ton Ton, the Dog Who Saved Hollywood (1976) als Assistant Director
- The Amazing Dobermans (1976) as Samson
- Dr. Shrinker (1976) als Hugo
- The Happy Hooker Goes to Washington (1977) as Little Man
- Rabbit Test (1978) als Lester
- Foul Play (1978) as J.J. MacKuen
- The Lord of the Rings (1978, rotoscope footage) as Bilbo Baggins and Samwise Gamgee
- Love Boat (1978)
- Firepower (1979) as Dominic Carbone
- Skatetown, U.S.A. (1979) as Jimmy
- Hardly Working (1980) as Sammy
- Under the Rainbow (1981) as Otto Kriegling
- Night Patrol (1984) as Captain Lewis
- Legend (1985) as Screwball
- Golden Girls (1985) als Edgar Lindstrom
- Tough Guys (1986) as Philly
- Body Slam (1987) as Tim McClusky
- Rumpelstiltskin (1987) as Rumpelstiltskin
- Snow White (1987) as Iddy
- Masters of the Universe (1987) as Gwildor
- Off the Mark (1987) as The Little Russian
- Willow (1988) als The High Aldwin
- UHF (1989) as Noodles
- The Rescuers Down Under (1990) as Baitmouse (voice)
- Wishful Thinking (1990) as Gypsy
- Diggin' Up Business (1990) as Crosby
- Life Stinks (1991) as Willy
- The Naked Truth (1992) as The Bell Boy
- Outlaws: The Legend of O.B. Taggart (1994)
- Radioland Murders (1994) as himself
- An Alan Smithee Film: Burn Hollywood Burn (1998) as himself
- L.A. Heat (1999) as Morty Feinberg
- The Extreme Adventures of Super Dave (2000) as Funeral Eulogist (uncredited)
- I/O Error (2001) as Custodian (Final film role)

## Overlijden
Billy Barty overleed op 76-jarige leeftijd aan hartfalen op 23 december 2000. Hij werd begraven op Forest Lawn Memorial Park Cemetery in Glendale.